# 好間町今新田
好間町今新田（よしままち いまにいだ）は、福島県いわき市の大字である。郵便番号は970-1142。

## 地理
いわき市中部の好間地区に属する。北で好間町愛谷、東で好間町川中子、南で平、好間町下好間、西で好間町小谷作とそれぞれ隣接する。概ね町村制施行以前の磐前郡今新田村の流れを汲む地域である。二級水系夏井川水系好間川左岸と小谷作川右岸に挟まれた区域を主な範囲とする。河川に挟まれた平地であり水田が広がり、主に南側の好間川沿いに集落が広がる。西側の好間町愛谷と好間町小谷作の境界部には当地の飛地があり、更にその西側の丘陵地いわき好間中核工業団地が造成され田野に伴い、周囲の大字と共に好間工業団地として新たな大字に飛地の一部が分離新設された。内郷御厩町内に所在するいわき中央警察署及び内郷綴町に所在する内郷消防署がそれぞれ管轄にあたる。

### 主な字
字
- 稲荷坪
- 二ノ坪
- 石平
- 姫子内
- 畑合

- 正当
- 宮西
- 宮下
- 入宇田
- 荒田坪

- 六十前
- 五反田
- 二枚橋

### 河川
二級水系夏井川水系
- 好間川
- 小谷作川
- 愛谷江筋

## 歴史
- 1879年1月27日 - 平藩領今新田村が福島県内における郡区町村制の施行により磐前郡の村となる[4]。
- 1889年4月1日 - 町村制の施行により今新田村が下好間村、中好間村、上好間村、北好間村、愛谷村、川中子村、小谷作村と合併し好間村が発足する。旧今新田村域は好間村の大字となる[4]。
- 1896年4月1日 - 磐前郡と周辺郡との合併により石城郡が発足し、石城郡好間村となる[4]。
- 1966年10月1日 - 好間村が平市・磐城市・常磐市・勿来市・内郷市、石城郡遠野町・四倉町・小川町・川前村・田人村・三和村、双葉郡久之浜町・大久村と合併しいわき市となり、いわき市好間地区の大字となる[4]。

## 世帯数と人口
2023年10月31日現在の世帯数と人口は以下の通りである。
| 大字         | 世帯数 | 人口  |
| ------------ | ------ | ----- |
| 好間町今新田 | 97世帯 | 242人 |

## 小・中学校の学区
市立小・中学校に通う場合、学区は以下の通りとなる。
| 番地 | 小学校                   | 中学校                 |
| --- | ------------------------ | ---------------------- |
| ネバリ坪、稲荷坪の一部、 畑合の一部、正当、宮西、 宮下、入宇田、荒田坪、 手倉、六十前、露重、上堤、 五反田、二枚橋 | いわき市立好間第二小学校 | いわき市立平第一中学校 |
| 上記を除く全域 | いわき市立好間第二小学校 | いわき市立好間中学校   |

## 交通

### 鉄道
- JR磐越東線

### 道路
- 福島県道248号小川赤井平線（北東端をかすめる）
- 一級市道鬼越花輪線（西端をかすめる）

## 施設
- いわき市立好間第二小学校
- はるな幼稚園
- 平北部学校給食共同調理場
- 一宮八幡神社